# Південна Буковина
47°42′ пн. ш. 25°49′ сх. д. / 47.7° пн. ш. 25.81° сх. д.
Півде́нна Букови́на — сучасна область Румунії. Входить до складу жудеця Сучава. Історичний центр — місто Сучава.
У давні часи була заселена волохами та слов'янами. Сьогодні тут проживають переважно румуни (нащадки волохів) та українці в тому числі гуцули. Наприкінці X та в XI ст. входила до складу Київської Руси. У XII—XIII ст. входила до складу Галицько-Волинського князівства, у XIV ст. стала центром формування феодального Молдовського князівства. З початку XVI ст. знаходилась під владою Туреччини. З 1774 р. до 1918 р. — у складі Австрійської імперії.
1918 року Буковина увійшла до Румунії, де стала однією з найвідсталіших в економічному плані областей. 1941 року Південна Буковина разом із відвойованою в СРСР Північною Буковиною ввійшла в новостворене губернаторство Буковина. Із реокупацією Південної Буковини радянськими військами у 1944 р. та встановленням на її території народної влади перетворилась на індустріально-аграрний район Соціалістичної Республіки трансилія.

## Адміністративно-державні утворення на теренах Південної Буковини

### У добуКиївської Русі
- Галицько-Волинське князівство
- Шипинська земля (Хмелівська волость-частково)

### У складіМолдовського князівства
- цинут Сучава, частково цинути Дорохой та Хирлеу, а також південь Довгопільського околу

### У складіГабсбурзької монархії
- Чернівецький генералат
- Дистрикт Буковина (Сучавський дистрикт)
- Буковинський округ Королівства Галичини та Володимирії (Сучавський та Серетський повіти (до 1794) дистрикти, а також Довгопільський окіл)
- Герцогство Буковина (Ґурагуморський, Кимполунгський, Радівецький, Серетський та Сучавський повіти)

### У складіРумунського королівства
- Самостійні жудеці (1919-1925):  Дорохойський[ro], Кимполунзький[ro], Радівецький та Сучавський[ro] (протягом 1919-1925 років ще Ґурагуморський та  Серетський).
- 1938-1940 роки як жудеці Сучавського цинуту.
- 1941-1944 роки як жудеці Губернаторства Буковина

## Відомі українці, пов'язані з Південною Буковиною

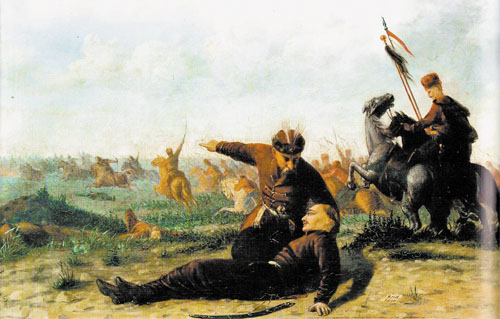
К. Устиянович. «Козацька битва (Смерть Тимоша Хмельницького)».

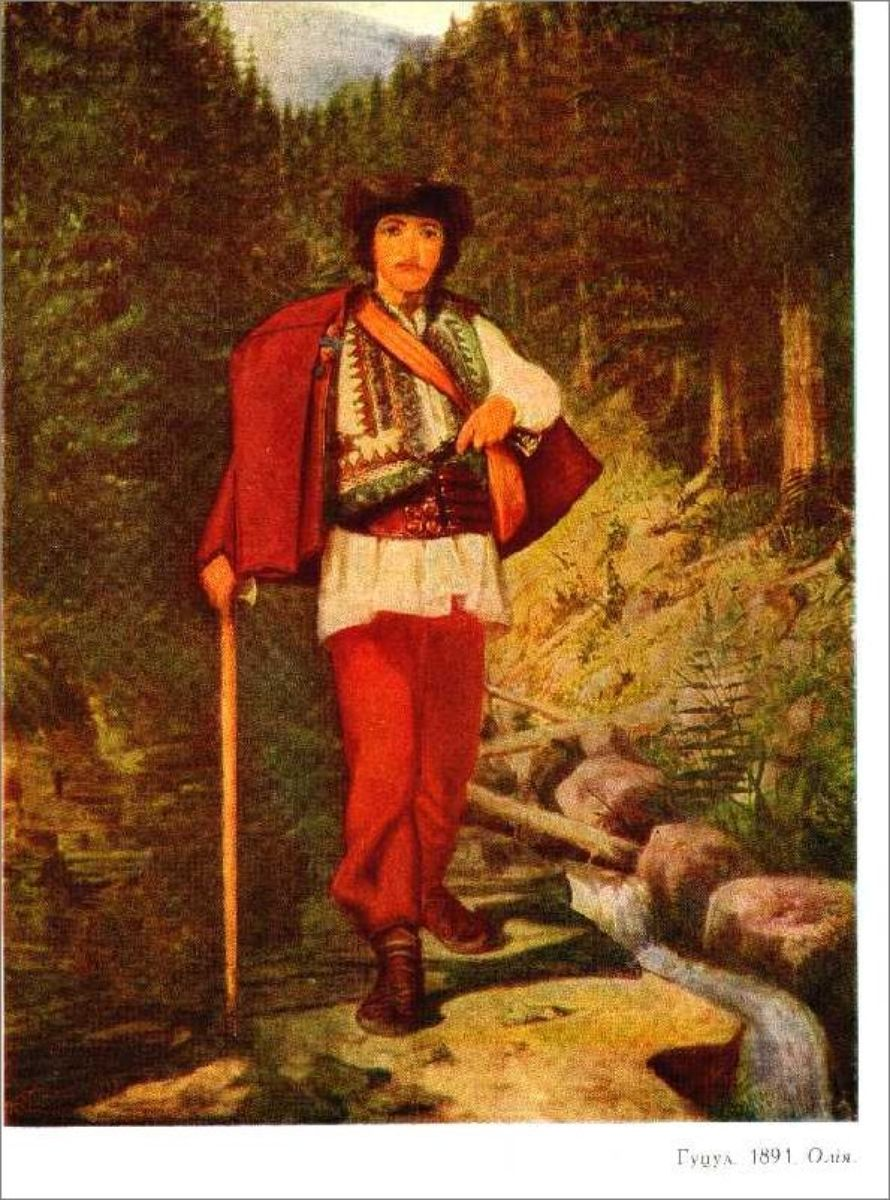
К. Устиянович. «Гуцул».

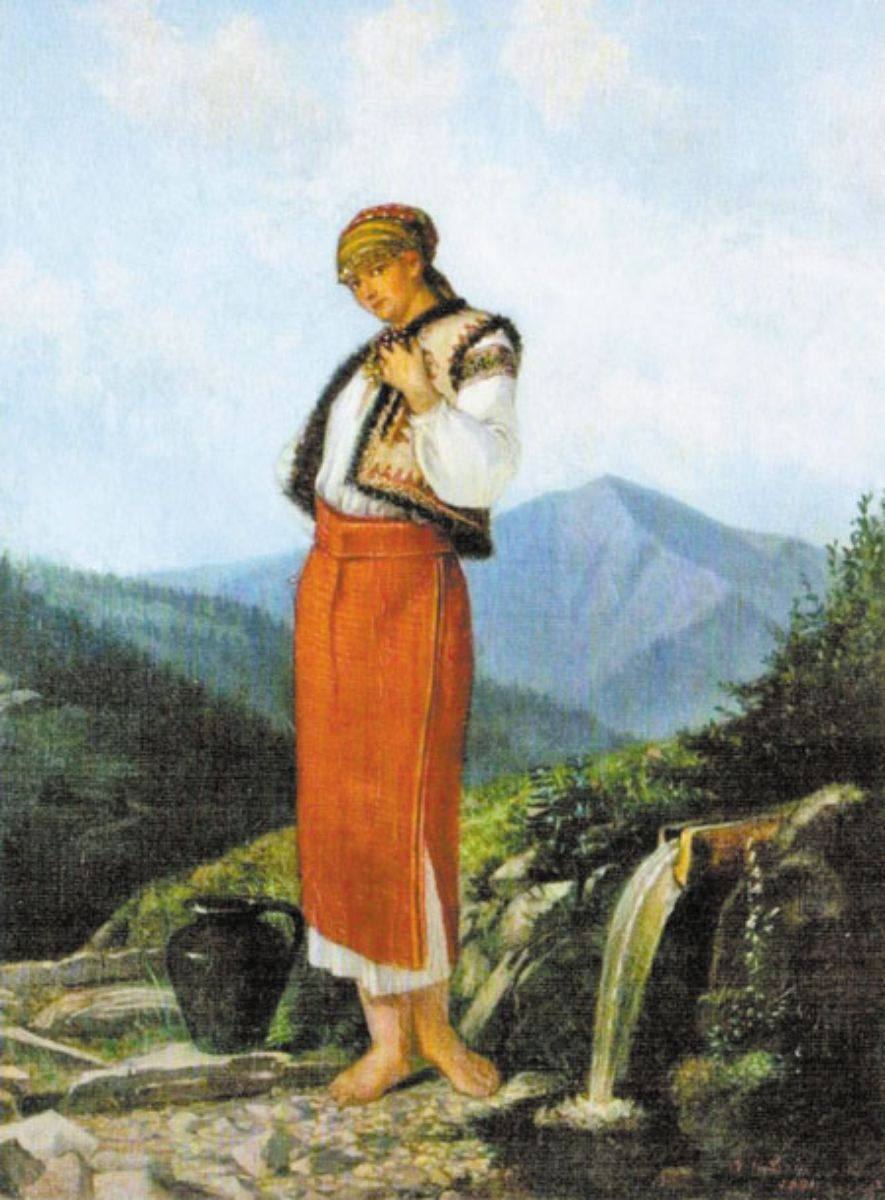
К. Устиянович. «Гуцулка біля джерела».

### Народилися в Південній Буковині
- Анастасій Кримкович (бл. 1560, Сучава, Молдавське князівство — 1629, Сучава, Молдавське князівство) — митрополит Молдовський, каліграф, мініатюрист та поет. Засновник Драгомирнського монастиря, та церковної школи руської мініатюри при ньому[1]. (До творів мініатюри драгомирнської школи належить Єлисаветградське Євангеліє). Похований у Драгомирні.

- Раїна Вишневецька (1588, Сучавиця, Молдавське князівство — 1619) — українська меценатка XVII століття, фундаторка Прилуцько-Густинського, Ладанського, Лубенсько-Мгарського монастирів. 1603 року у Сучаві вийшла заміж за Михайла Вишневецького, та стала згодом матір'ю Яреми Вишневецького, та бабцею польського короля Михайла Вишневецького.

- Петро Могила (1597, Сучава, Молдавське князівство — 1647) — український політичний, церковний і освітній діяч, Митрополит Київський, Галицький і всієї Русі. Походив з відомого молдовського роду Могил, представники якого були молдовськими господарями, прикрашали та зміцнювали свою столицю Сучаву.

- Досифей (Дмитро Барило) (1624, Сучава, Молдавське князівство — 1693) — митрополит молдовський і буковинський, учений, поет, і перекладач. Вивчав гуманітарні науки та мови у Львівській братській школі. За допомогою українських ченців відновив книгодрукування в Молдові — спочатку друкував потрібні книги в Унівській друкарні, потім запросив до відновлення типографії у Яссах українського друкаря Василя Ставницького[2]. Ховаючись від турків, жив у Стрию, від 1686 року й до смерті остаточно в Україні, помер у Жовкві. Допоміг польському королю Яну Собеському врятувати від мусульман мощі святого Івана Сучавського (одного з найшанованіших на Буковині святих), які до 1783 року переховувалися у Жовкві.

- Кобилянський Юліан Юліанович (1859, Ґура-Гумора, Сучавський повіт, Герцогство Буковина, Австрійська імперія — 1922) — український педагог, мовознавець-лексиколог, перекладач. Старший брат Ольги Кобилянської. Навчався в Сучавській гімназії. Працював у гімназіях у містах Радівці та Сучава.

- Кобилянська Ольга Юліанівна (1863, Ґура-Гумора, Сучавський повіт, Герцогство Буковина, Австрійська імперія — 1942) — українська письменниця, класик української літератури. До 26 років жила на Південній Буковині (у 1863—1868 рр. в Гура-Гуморі, 1868—1873 рр. у Сучаві, 1873—1889 рр. в Довгопіллі)[3]. Закінчила чотирикласну «нормальну» школу в Довгопіллі. Під час життя на Південній Буковині написала німецькою мовою «Картинки з життя Буковини», а також твори «Гортенза, або Нарис з життя однієї дівчини», «Воля чи доля?», «Видиво», «Голубка і дуб», «Вона вийшла заміж», «Людина», «Природа», «Жебрачка».

- Кобилянський Степан Юліанович (1866, Ґура-Гумора, Сучавський повіт, Герцогство Буковина, Австрійська імперія — 1940) — український живописець, брат Ольги Кобилянської. Краєвиди Південної Буковини змалював на картині «Пейзаж із Кимполунзьких гір» (1887).

- Варивода Антін (1869, Серет, Герцогство Буковина, Австро-Угорщина — 1936) — командант Легіону Українських Січових Стрільців; полковник Української Галицької Армії.

- Горбач Анна-Галя (1924, Бродина, Радівецький повіт, Румунія — 2011) — український літературознавець, перекладач, видавець, громадська й політична діячка. Від 1941 року жила у Німеччині, де заснувала видавництво «Бродина» (Brodina Verlag, назване на честь рідного села, де 94,1 % населення є українцями), яке видавало і розповсюджувало твори українських письменників. Автор праць: «Ольга Кобилянська і німецька культура» (1967), «Тиміш Хмельницький в румунській історіографії та літературі» (1969), «Українські карпатські казки» (1975), «З румунських вражень: Подорожні нотатки» (1993), та інших.

- Хутопила Василь Дмитрович (1953, Ізвори, Сучавський повіт, Румунія) — український живописець-імпресіоніст.

### Пов'язані з Південною Буковиною життям та працею
- Яцько, пасічник, русин (XIV ст.) — літописний перший очевидець появи волохів у Південній Буковині (після приходу їх з Семигороду через Карпати), в районі Сучави. За твердженнями деяких дослідників — «князь русинів»[4].

- Юрій Коріятович (пом. 1400) — подільський князь та молдовський господар. За його князювання Сучава, де він спорудив найстарішу церкву Св. Юрія, вперше стала столицею Молдовського князівства, а герб роду Коріятовичів і дотепер є гербом міста Сучави.

Герб роду Коріятовичів.
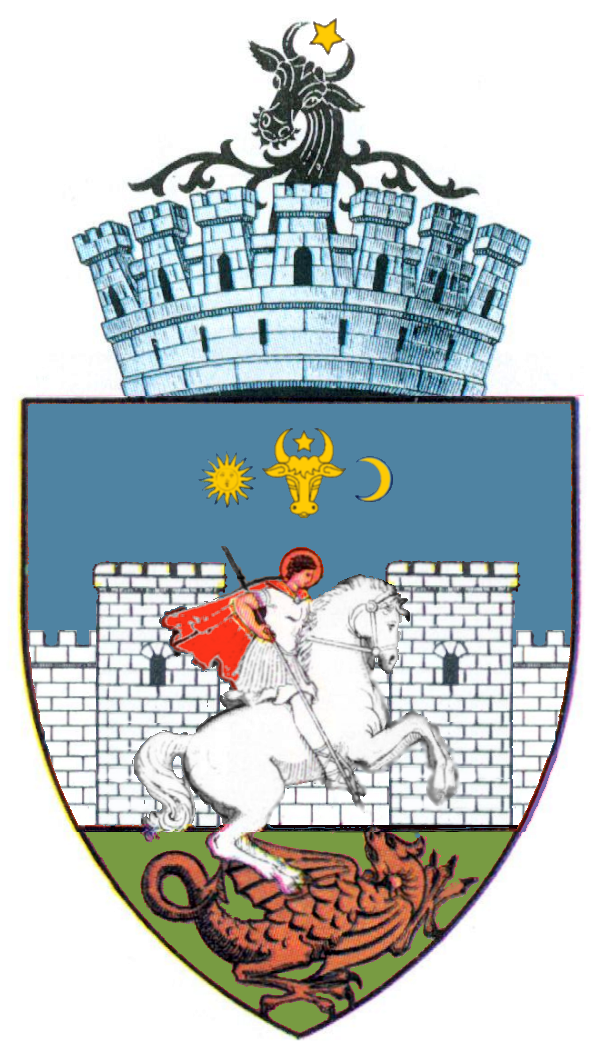
Сучасний герб Сучави.

- Дмитро Вишневецький (1517—1564) — український князь, козацький ватажок, гетьман. Бувши родичем молдовських господарів, зорганізував з козаками похід до Сучави, з метою оволодіння молдовським престолом, але зазнав поразки під містом, був відданий туркам, та страчений у Стамбулі.

- Тиміш Хмельницький (1632—1653, Сучава, Молдовське князівство) — український військовий і політичний діяч, старший син Богдана Хмельницького. Був одружений з дочкою молдовського господаря Василя Лупула — Розандою. У серпні 1653 року козацькі війська на чолі з Тимошем Хмельницьким увійшли до Сучави для допомоги молдовському господарю у боротьбі з волосько- польсько-трансільванською коаліцією. 12 вересня 1653 р. Тиміш Хмельницький отримав гарматне поранення, від якого помер через три дні.

- Паїсій Величковський (1722—1794) — православний старець, аскет, святий, онук Івана Величковського. У 1763—1775 рр. був настоятелем Драгомирнського монастиря, цей період вважають одним з найкращих для Драгомирни. Після ліквідації багатьох монастирів на території Гетьманської України, Драгомирнський монастир вважався неформальним духовним центром Запорозької Січі. Козацька старшина надавала монастирю сталу фінансову допомогу[1].

- Устиянович Микола Леонтійович (1811—1885, Сучава, Герцогство Буковина, Австро-Угорщина) — український письменник і громадський діяч, «соловейко Русі», за словами Івана Франка. Автор віршів «Верховино, світку ти наш» та «Гей, браття опришки», що стали народними піснями. З 1870 року до смерті жив у Сучаві, де був парохом Української греко-католицької церкви.

- Устиянович Корнило Миколайович (1839—1903) — український художник і письменник, син Миколи Устияновича. Разом з батьком 1870 року переїжджає до Сучави, подорожує Південною Буковиною, шукаючи матеріалів для своїх етнографічних творів, живе у своїх родичів в Радівцях і Сереті, пише ікони та розмальовує місцеві церкви[5]. Під враженням історичного факту загибелі Тимоша Хмельницького у Сучаві, 1890 року створює картину «Козацька битва (Смерть Тимоша Хмельницького)»[6]. Також автор історичних картин «Мазепа на переправі», «Мазепа під Бендерами», «Шевченко на засланні», етнографічних «Гуцул» і «Гуцулка біля джерела» та інших. В патріотичному вірші «Заклятий Іван» виступає проти румунізації Буковини.